# Salvador Jové
Salvador Jové i Peres (Artesa de Lérida, 28 de diciembre de 1942) es un político y agricultor español, en dos ocasiones diputado al Parlamento Europeo.

## Biografía
Licenciado en Derecho y Economía, decidió trabajar en el campo. Militante comunista, ha sido uno de los fundadores e impulsores de Izquierda Unida a la vez que coordinador de su programa económico. Fue elegido diputado en las elecciones al Parlamento Europeo de 1994 y 1999, integrado en el Grupo Confederal de la Izquierda Unitaria Europea/Izquierda Verde Nórdica. De 1994 a 1995 fue vicepresidente de la Comisión temporal sobre el emplazamiento del Parlamento Europeo y en 1997 lo fue de la Comisión temporal encargada del seguimiento de las recomendaciones sobre la encefalopatía espongiforme bovina (EEB). También fue miembro de la Comisión de Agricultura y Desarrollo Rural y ponente de la reforma europea del sector del aceite de oliva. No fue reelegido en 2004, y desde entonces es miembro del PSUC-viu y de Esquerra Unida y Alternativa, organizando conferencias por toda España sobre la crisis económica. En 1998 recibió el Premio de la Prensa como mejor eurodiputado de España.